# Canton de Vertou-Vignoble
Le canton de Vertou-Vignoble est une ancienne circonscription électorale française, située dans le département de la Loire-Atlantique (région Pays de la Loire).

## Histoire
Le canton a été créé en 1985.

## Administration
| Période | Période | Identité             | Étiquette    | Qualité                                                    |
| ------- | ------- | -------------------- | ------------ | ---------------------------------------------------------- |
| 1985    | 2001    | Serge Poignant       | RPR          | Maire de Basse-Goulaine (1983-2001), Député de 1993 à 2012 |
| 2001    | 2015    | Jean-Claude Daubisse | RPR puis UMP | Maire de Haute-Goulaine (1995-2014)                        |

## Composition
Les données présentées sont issues des études de l'Insee.
| Nom                        | Code Insee | Intercommunalité                | Superficie (km2) | Population (dernière pop. légale) | Densité (hab./km2) |
| -------------------------- | ---------- | ------------------------------- | ---------------- | --------------------------------- | ------------------ |
| Basse-Goulaine (chef-lieu) | 44009      | Nantes Métropole                | 13,74            | 8 492 (2014)                      | 618                |
| Château-Thébaud            | 44037      | CA Clisson Sèvre et Maine Agglo | 17,64            | 2 959 (2014)                      | 168                |
| La Haie-Fouassière         | 44070      | CA Clisson Sèvre et Maine Agglo | 11,81            | 4 511 (2014)                      | 382                |
| Haute-Goulaine             | 44071      | CA Clisson Sèvre et Maine Agglo | 20,59            | 5 602 (2014)                      | 272                |
| Saint-Fiacre-sur-Maine     | 44159      | CA Clisson Sèvre et Maine Agglo | 5,97             | 1 143 (2014)                      | 191                |

## Démographie
| 1990   | 1999   | 2006   | 2011   | 2012   |
| ------ | ------ | ------ | ------ | ------ |
| 15 936 | 19 241 | 21 259 | 22 127 | 22 273 |